# Yakov Kozhevnikov
Yakov Ivanovich Kozhevnikov (em russo:  Яков Иванович Кожевников, transl. Yakov Ivanovich Kozhevnikov; 3 de novembro de 1903 - 28 de setembro de 1983) foi um major-general do Exército Soviético que ocupou o comando da divisão durante a Segunda Guerra Mundial.
Veterano da Guerra de Inverno, Kozhevnikov comandou um regimento durante o Cerco de Leningrado. Ele comandou três divisões de fuzileiros diferentes no Báltico durante 1944 e 1945. Após a guerra, Kozhevnikov encerrou sua carreira no início da década de 1950 como comandante de brigada.

## Início da vida e serviço pré-guerra
Yakov Ivanovich Kozhevnikov nasceu em 3 de novembro de 1903 na aldeia de Tanino, Yershichsky Volost, Roslavlsky Uyezd, na província de Smolensk no Império Russo. Sua origem social foi listada em seu registro de serviço como classe trabalhadora. Kozhevnikov escolheu uma carreira no Exército Vermelho e foi admitido na Escola de Infantaria Ocidental em Smolensk em 1º de outubro de 1924. Após a dissolução da escola, ele foi transferido para a Escola de Infantaria Ivanovo-Voznesensk em Oryol em outubro de 1926. Após se formar neste último em agosto de 1927, Kozhevnikov foi designado para a Divisão de Fuzileiros Proletários de Moscou como comandante de um pelotão de metralhadoras do 2º Regimento de Fuzileiros em Moscou. Tornou-se membro do Partido Comunista em 1929. Em outubro de 1931, ele assumiu o comando de uma companhia de metralhadoras do 149º Regimento de Fuzileiros da 50ª Divisão de Fuzileiros em Kimry e, a partir de março de 1933, comandou a companhia separada de metralhadoras antiaéreas da divisão. Em outubro de 1934, ele foi transferido para o 145º Regimento de Fuzileiros da 49ª Divisão de Fuzileiros em Kostroma, onde serviu como comandante assistente de batalhão e chefe assistente do estado-maior regimental para mobilização.
Em março de 1939, Kozhevnikov foi nomeado chefe do Estado-Maior do 274º Regimento de Fuzileiros da 24ª Divisão de Fuzileiros do Distrito Militar de Leningrado, em Pesochnaya. A partir de janeiro de 1940, ele serviu como comandante assistente do regimento. Com a divisão, ele lutou na Guerra de Inverno no Istmo da Carélia, no avanço da Linha Mannerheim e no avanço em Vyborg. Por sua atuação, Kozhevnikov recebeu a Ordem da Estrela Vermelha em abril de 1940. Após o fim da guerra, ele serviu como vice-comandante do 270º Regimento de Fuzileiros da 8ª Brigada de Fuzileiros Separada, a guarnição da Base Naval de Hanko, anexada da Finlândia. Em 10 de maio de 1941, foi nomeado chefe da 1ª seção do quartel-general da Região Fortificada da Península de Hanko.

## Segunda Guerra Mundial
Após o início da Operação Barbarossa, Kozhevnikov continuou servindo em sua posição anterior, enquanto a guarnição de Hanko era sitiada pelas tropas finlandesas. Em agosto, ele assumiu o comando do 219º Regimento de Fuzileiros da 8ª Brigada de Fuzileiros Separada, que ele formou a partir de batalhões de construção de engenheiros estacionados na base. A brigada defendeu a Península de Hanko até dezembro, depois foi evacuada por mar para Leningrado. Por sua atuação na defesa de Hanko, Kozhevnikov foi recomendado pelo comandante da brigada, o Major-General Nikolai Simoniak, para a Ordem do Estandarte Vermelho, a qual Kozhevnikov recebeu em 20 de dezembro:
Como comandante de um regimento de fuzileiros recém-organizado a partir de batalhões de construção, ele conseguiu treinar o regimento para desempenhar funções de combate em condições de guerra. Sob bombardeios inimigos implacáveis, ele supervisionou pessoalmente a construção de regiões defensivas e inspirou destemidamente soldados e comandantes a terminar o trabalho com rapidez e qualidade. Mantendo o setor defensivo avançado por dois meses, ele repeliu repetidamente todas as investidas do inimigo, eliminando seu pessoal e material. Durante a evacuação de unidades da península de Hanko, ele demonstrou firmeza e coragem exemplares, permanecendo com a força de cobertura até o último homem partir.
Após a chegada, a 8ª Brigada de Fuzileiros Separada foi colocada na reserva da Frente de Leningrado. A brigada foi reorganizada como a 136ª Divisão de Fuzileiros em março de 1942, e o então Tenente-Coronel Kozhevnikov foi nomeado comandante do 342º Regimento de Fuzileiros. Ele liderou o regimento na ofensiva de Sinyavino em agosto e setembro, na qual a divisão lutou para capturar e expandir uma cabeça de ponte na margem oriental do Tosna. Kozhevnikov foi levemente ferido durante esta operação em 22 de agosto. Em janeiro de 1943, o 136º participou da Operação Iskra. Em seis dias, entre 12 e 18 de janeiro, seus elementos, avançando no eixo principal de ataque do exército, romperam as defesas alemãs e em 18 de janeiro se uniram a elementos da 18ª Divisão de Fuzileiros do 2º Exército de Choque, na área do Assentamento Operário nº 5 para quebrar o Cerco de Leningrado. Em reconhecimento ao seu desempenho na ofensiva, a divisão tornou-se a 63ª Divisão de Fuzileiros de Guardas de elite em 19 de janeiro, e o regimento o 192º Regimento de Fuzileiros de Guardas.  Por seu desempenho nesta operação, o então Coronel Kozhevnikov foi recomendado por Simoniak para uma segunda Ordem da Bandeira Vermelha, mas esta foi rebaixada para a Ordem de Suvorov, 3ª classe, a qual ele recebeu em 30 de janeiro:
Comandando um regimento de fuzileiros, ele organizou o rompimento das defesas inimigas, executando as tarefas atribuídas ao regimento, capturando um grande número de troféus e exterminando até 1.000 alemães. Ele supervisionou diretamente a batalha até as unidades mais baixas. Ele se mostrou um comandante destemido em batalha, capaz de executar qualquer tarefa. Por bravura e organização habilidosa na destruição do inimigo, ele merece o prêmio estatal da Ordem da Bandeira Vermelha.
A 63ª Divisão de Fuzileiros de Guardas foi reconstruída em 21 de janeiro e, em 3 de fevereiro, designada ao 55º Exército para participar da Operação Polyarnaya Zvezda (Estrela Polar), na qual capturou Krasny Bor. De março a julho a divisão defendeu a linha de Vesely poselok, Farforovaya, Aleksandrovskoye, Porokhovoye, Bolshaya e Malaya Okhta, depois lutou na ofensiva de Mga. A partir de 15 de setembro, como parte do 67º Exército, a divisão lutou nos ataques na região de Sinyavino. Kozhevnikov foi levemente ferido novamente em 18 de setembro. Em 22 de setembro, a divisão entregou suas linhas e se concentrou 50 quilômetros a leste de Leningrado. Como parte do 42º Exército, a divisão participou da ofensiva de Krasnoye Selo–Ropsha, na qual o cerco de Leningrado foi completamente levantado. Em 11 de fevereiro, a divisão foi transferida para o 2º Exército de Choque e até o final do mês participou de intensos combates em terrenos florestais e pantanosos na ofensiva de Narva.

Kozhevnikov assumiu o cargo de vice-comandante da 63ª Divisão de Fuzileiros de Guardas em 4 de março. Ele foi transferido para comandar a 201ª Divisão de Fuzileiros no segundo escalão do 117º Corpo de Fuzileiros em 22 de abril. A divisão foi colocada na reserva do 8º Exército em 16 de maio e tomou posição na foz do rio Mustaegi, às margens do Narva. Kozhevnikov supervisionou a reconstrução da divisão e organizou com sucesso o treinamento de combate, pelo qual foi elogiado pelo conselho militar do exército. Quando o comandante anterior da divisão, o Major-General Vyacheslav Yakutovich, retornou do hospital em 12 de junho, Kozhevnikov foi transferido para comandar a 48ª Divisão de Fuzileiros, defendendo uma linha fortificada antes de Sookyulya. A divisão foi designada para o 8º Exército em 16 de junho e, a partir de 24 de junho, atacou infrutiferamente em direção a Sookyulya. No final do mês, a 48ª foi retiradoa para a reserva da frente. Transferida para a região de Putki em 7 de agosto, lutou em ações ofensivas lá. No mesmo mês, a divisão foi transferida da Estônia para a Letônia e, como parte do 42º Exército da 2ª Frente Báltica, participou da ofensiva de Riga, na qual avançou sobre Riga e Dobele. Rompendo as defesas alemãs, a divisão chegou à região dos lagos ao norte de Auce, onde foi designada para o 130º Corpo de Fuzileiros do 22º Exército. Por seu desempenho na ofensiva de Riga, Kozhevnikov foi recomendado para uma segunda Ordem da Bandeira Vermelha pelo comandante do corpo, o Major-General Afanasy Gryaznov, a qual recebeu meses depois, em 29 de junho de 1945:
O Coronel Kozhevnikov, nas batalhas pela libertação da Letônia Soviética dos invasores fascistas alemães, demonstrou habilidade em organizar cooperação de armas combinadas, apoio material e liderança de unidades em combates ofensivos. Um oficial ousado e corajoso. Desprezando o perigo à sua vida, o camarada Kozhevnikov frequentemente estava com as unidades durante os combates e os comandava de lá. A divisão comandada pelo Coronel Kozhevnikov executou as tarefas atribuídas pelo comando durante a ofensiva. Pela liderança habilidosa de batalhas ofensivas e pela coragem e bravura pessoais durante essas batalhas, o Coronel Kozhevnikov merece o prêmio da Ordem da Bandeira Vermelha.
Em março de 1945, Kozhevnikov foi transferido para comandar a 85ª Divisão de Fuzileiros e a liderou como parte dos 22º e 42º Exércitos durante batalhas ofensivas e defensivas no bloqueio do Bolsão da Curlândia, na região de Riga. Por seu desempenho nessas batalhas finais, ele recebeu a Ordem de Alexandre Nevsky em 6 de junho:
O Coronel Kozhevnikov, comandando uma divisão, conseguiu garantir o cumprimento de todas as tarefas confiadas à sua unidade durante o período na defensiva. Cumprindo a tarefa de fortalecer a linha de frente, o Coronel Kozhevnikov se esforçou para fortalecer a defesa. Ele organizou bem o trabalho de reconhecimento, o que fez com que as disposições do inimigo adversário fossem conhecidas no momento em que as operações de combate começassem. Ele garantiu alto espírito ofensivo entre o pessoal de sua unidade. Todas essas ações auxiliaram na execução bem-sucedida de missões de combate durante a operação de 5 a 8 de maio de 1945.

## Pós-guerra
Após o fim da guerra, Kozhevnikov continuou a comandar a divisão, sendo promovido a major-general em 11 de julho. Ele foi colocado à disposição da Direção de Quadros Principais em 31 de outubro de 1945, depois enviado para os Cursos Acadêmicos Superiores na Academia Militar Superior Voroshilov. Após concluir os cursos, Kozhevnikov foi nomeado chefe dos Cursos de Aperfeiçoamento de Oficiais de Infantaria do Distrito Militar do Turquestão, em maio de 1947, que em dezembro foram renomeados para Cursos Combinados de Aperfeiçoamento de Oficiais do distrito. Em abril de 1950, ele se tornou vice-comandante da 1ª Divisão de Fuzileiros de Guardas do Distrito Militar do Báltico. A partir de abril de 1952, ele comandou a 16ª Brigada de Fuzileiros de Guardas Separada do Distrito Militar da Sibéria Oriental. Em dezembro de 1953, quando a brigada foi reorganizada como uma divisão mecanizada, Kozhevnikov foi afastado do comando e colocado à disposição do comandante do Distrito Militar Transbaikal. Foi transferido para a reserva em 17 de fevereiro de 1954 e morreu em Kiev em 28 de setembro de 1983.

## Condecorações
Kozhevnikov recebeu as seguintes condecorações:
- Ordem de Lenin
- Ordem do Estandarte Vermelho (2)
- Ordem de Kutuzov, 2ª classe
- Ordem de Suvorov, 3ª classe
- Ordem de Alexandre Nevsky
- Ordem da Guerra Patriótica, 1ª classe
- Ordem da Estrela Vermelha